# Chlaenius fusciornis
Chlaenius fusciornis är en skalbaggsart som beskrevs av Pierre François Marie Auguste Dejean. Chlaenius fusciornis ingår i släktet Chlaenius och familjen jordlöpare. Inga underarter finns listade i Catalogue of Life.